# Giovanni Kessler
Giovanni Kessler (ur. 11 czerwca 1956 w Trydencie) – włoski prawnik i polityk, parlamentarzysta, w latach 2011–2017 dyrektor generalny Europejskiego Urzędu ds. Zwalczania Nadużyć Finansowych (OLAF).

## Życiorys
Absolwent studiów prawniczych na Uniwersytecie Bolońskim, specjalizując się w prawie konstytucyjnym. W latach 1986–1998 pracował jako prokurator w Trydencie, a także w wydziale antymafijnym na Sycylii. W latach 1998–1999 był zastępcą przewodniczącego misji kontrolnej Organizacji Bezpieczeństwa i Współpracy w Europie w Kosowie. Udzielał się jako ekspert Komisji Europejskiej i Rady Europy.
W latach 2001–2006 z ramienia Demokratów Lewicy sprawował mandat posła do Izby Deputowanych XIV kadencji. W latach 2006–2008 zajmował stanowisko wysokiego komisarza ds. zwalczania fałszerstw w ramach administracji rządu Romana Prodiego. W 2007 był członkiem zgromadzenia założycielskiego Partii Demokratycznej. Od 2008 zasiadał w radzie rady prowincji Trydent jako jej przewodniczący.
W grudniu 2010 nominowany na dyrektora generalnego Europejskiego Urzędu ds. Zwalczania Nadużyć Finansowych, objął tę funkcję w lutym 2011. Ustąpił z tej funkcji w 2017, objął następnie stawisko dyrektora Agenzia delle dogane e dei monopoli, włoskiej agencji do spraw ceł i monopoli.